# El pacto de Holcroft
El pacto de Holcroft es una novela de suspense publicada por Robert Ludlum en 1978. 

## Argumento
Trata sobre un pacto hecho en tiempos del Reich por tres hombres, que habían depositado más de 756 millones de dólares en Zúrich supuestamente destinados a ayudar a las víctimas del Holocausto. Pero el pacto en verdad es un demente plan perfectamente trazado para alzar un cuarto Reich. 
La novela gira en torno al hijo biológico de Henrich Clausen que es uno de los tres "grandes hombres" que pactaron y sus actividades para realizar el sueño del ayudar a las víctimas del Holocausto, pero al final logra descubrir la verdad cuando su propia madre es asesinada a manos de uno de sus tres "socios" hijos de los otros dos hombres.